# Isaiah Berlin
Sir Isaiah Berlin OM CBE FBA (Riga, Latvija, 6. lipnja 1909. – Oxford, Engleska, 5. studenog 1997.) bio je rusko - britanski društveni i politički teoretičar, filozof i povjesničar ideja.
Rođen u Rigi (danas glavnom gradu Latvije, tada dijelu Ruskog Carstva) 1909. godine, preselio se u Petrograd u Rusiji u dobi od šest godina, gdje je svjedočio revolucijama 1917. Godine 1921. njegova se obitelj preselila u Ujedinjeno Kraljevstvo, a on se školovao u školi St. Paul's u Londonu i na Corpus Christi Collegeu u Oxfordu. Godine 1932., u dobi od dvadeset i tri godine, Berlin je izabran za člana nagradne stipendije na All Souls Collegeu u Oxfordu. Uz vlastiti rad, prevodio je djela Ivana Turgenjeva s ruskog na engleski, a tijekom Drugog svjetskog rata radio je za britansku diplomatsku službu.
Od 1957. do 1967. Berlin je bio Chichele profesor društvene i političke teorije na Sveučilištu u Oxfordu. Bio je predsjednik Aristotelovskog društva od 1963. do 1964. Godine 1966. sudjelovao je u osnivanju Wolfson Collegea u Oxfordu i postao njegov osnivački predsjednik. Berlin je imenovan CBE-om 1946., proglašen vitezom 1957. i odlikovanim Redom za zasluge 1971. Bio je predsjednik Britanske akademije od 1974. do 1978. Također je primio Jeruzalemsku nagradu 1979. za cjeloživotnu obranu građanskih sloboda, a 25. studenog 1994. primio je počasni stupanj doktora prava na Sveučilištu u Torontu, za koju je prigodu pripremio „kratki credo” (kako ga je nazvao u pismu prijatelju), sada poznat kao „Poruka dvadeset i prvom stoljeću”, koji će se pročitati u njegovo „ime” na svečanosti.
Iako je postajao sve više nesklon pisanju za objavljivanje, njegova improvizirana predavanja i razgovori ponekad su snimani i transkribirani, a mnoge njegove izgovorene riječi pretvorene su u objavljene eseje i knjige, kako od strane njega samog, tako i od strane drugih, posebno od strane njegovog glavnog urednika od 1974., Henryja Hardyja.